# 名鉄タクシーホールディングス
名鉄タクシーホールディングス株式会社（めいてつタクシーホールディングス、英: MEITETSU TAXI HOLDINGS CO., LTD.）は、愛知県名古屋市中川区に本社を置く名鉄グループのタクシー事業を統括する中間持株会社。旧社名は名鉄交通株式会社（めいてつこうつう）。

## 概要
グループの公式略称は「名タク」。社章は臙脂色で菱形に「名タク」の文字が入り、傘下のタクシー車両は、名鉄グループ共通デザインのアイボリーホワイトとエメラルドグリーンのツートンカラーもしくは黒、社名表示灯（行灯）は緑色で菱形に「名鉄」の文字を入れ、車両側面には臙脂色の社章を掲げている。
旧名鉄交通、およびグループ傘下の一部事業会社はハイヤー事業や法人向けサービスも行い、名鉄グループのブランド力を活かして法人需要に応えている。名鉄グループタクシーチケットはグループ外事業者も含め日本全国の提携会社で利用でき、名古屋地区の小規模タクシー会社の大部分が同社のタクシーチケットを取り扱っている。
持株会社制への移行のため、2011年（平成23年）4月1日付で名古屋鉄道の100%出資により名鉄タクシーホールディングス株式会社（初代、法人番号：7180001100832）を設立。持株会社傘下の事業会社として存続していたが、2016年（平成28年）4月1日付で各営業所を分離・子会社化した上で、名鉄交通が名鉄タクシーホールディングス（初代）を吸収合併し、名鉄タクシーホールディングス（二代目）へ商号変更するとともに、旧法人は解散した。
旧社名「名鉄交通」の名称は、中間持株会社への転換時に分離した一部事業会社で屋号として使用されており、「名鉄交通」ブランドでタクシー・ハイヤー事業を継続している。
持株会社転換以前の事業会社時代、および傘下の事業会社を含めると、タクシー車両の保有台数は700台を超え、東海地方の愛知・岐阜・三重の3県では初めて、LPG車・ガソリン車・電気自動車の3種類の車両を導入したタクシー事業者グループである。

### 営業区域
営業区域は名古屋交通圏。
- 名古屋市全域[13]
- 名古屋市東側 - 瀬戸市・尾張旭市・長久手市・日進市・東郷町・豊明市[13]
- 名古屋市西側 - 豊山町・北名古屋市・清須市・あま市・大治町・津島市・愛西市・蟹江町・弥富市・飛島村[13]

## 歴史

### 名鉄交通
大正期に、名古屋鉄道の前身の愛知電気鉄道（愛電）が大阪タクシーから買収した名古屋タクシーを起源とする。名古屋タクシーの創業時より「名タク」の愛称で親しまれ、名古屋タクシーでは社名表示灯（行灯）の表示も「名タク」であった。なお、大阪タクシーの愛称も「大タク」で、現社名の「大タク株式会社」の由来となった。大阪タクシーでも「大タク」と記した菱形の社章を使用していた。

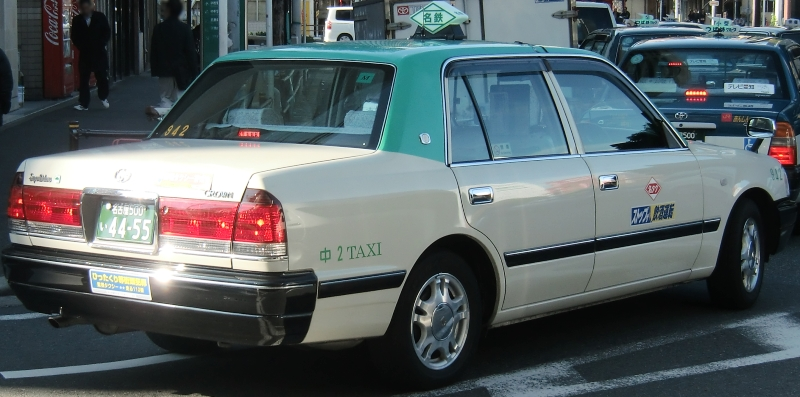
名鉄交通時代のタクシー車両。同社のセダンタクシーはトヨタ・クラウンセダンを使用する。側面に菱形の「名タク」表記の社章を掲げている。前方にはつばめグループのタクシーが複数台見える。
（2011年12月）

1944年（昭和19年）9月1日、名鉄交通株式会社として設立。戦時統合により、名古屋鉄道系列の名古屋地区のタクシー事業会社5社が合併して「名鉄交通」として発足した。
名鉄タクシーグループの中核企業である。早くから接遇にも力を入れ、他社に先駆けて1976年より「ご乗車ありがとうございます」といった乗降時の挨拶とお礼、行先確認と乗務員の自己紹介などを始めている。また接遇重視の観点から、名鉄交通では1981年より乗務員を「営業係」と呼称している。

### 名鉄タクシーホールディングス
経営効率化を図るべく、同じ名古屋都市圏で営業している名鉄系タクシー会社である、愛電交通および名鉄名古屋タクシーとの間で共同株式移転により、名鉄傘下の中間持株会社名鉄タクシーホールディングス株式会社（初代）を2011年（平成23年）4月1日に設立した。会社公式にはこの日を設立日としている。同時に社名表示灯の表記を「名タク」から「名鉄」に変更し、3社で統一された。
2016年（平成28年）4月1日、名鉄交通は各営業所を分社化した上で名鉄タクシーホールディングス（初代）を吸収合併し、「名鉄タクシーホールディングス株式会社」（二代目・現法人、以下「HD」）へ商号変更した。
時期は不詳だが、名鉄知多タクシー・名鉄四日市タクシーがHD傘下に加わった後、2021年10月1日に会社分割（簡易吸収分割）により、名鉄西部交通、名鉄東部交通、岐阜名鉄タクシー、石川交通の名鉄保有分株式がHDに移管され、名鉄東部交通の完全子会社だった名鉄岡崎タクシーも含めた5社がHD傘下に入った。
名鉄交通時代の2002年（平成14年）7月から運転代行業も扱っていたが、多くの専業業者が起業したことから、2019年（令和元年）9月末日限りで事業廃止を行った。

## グループ会社

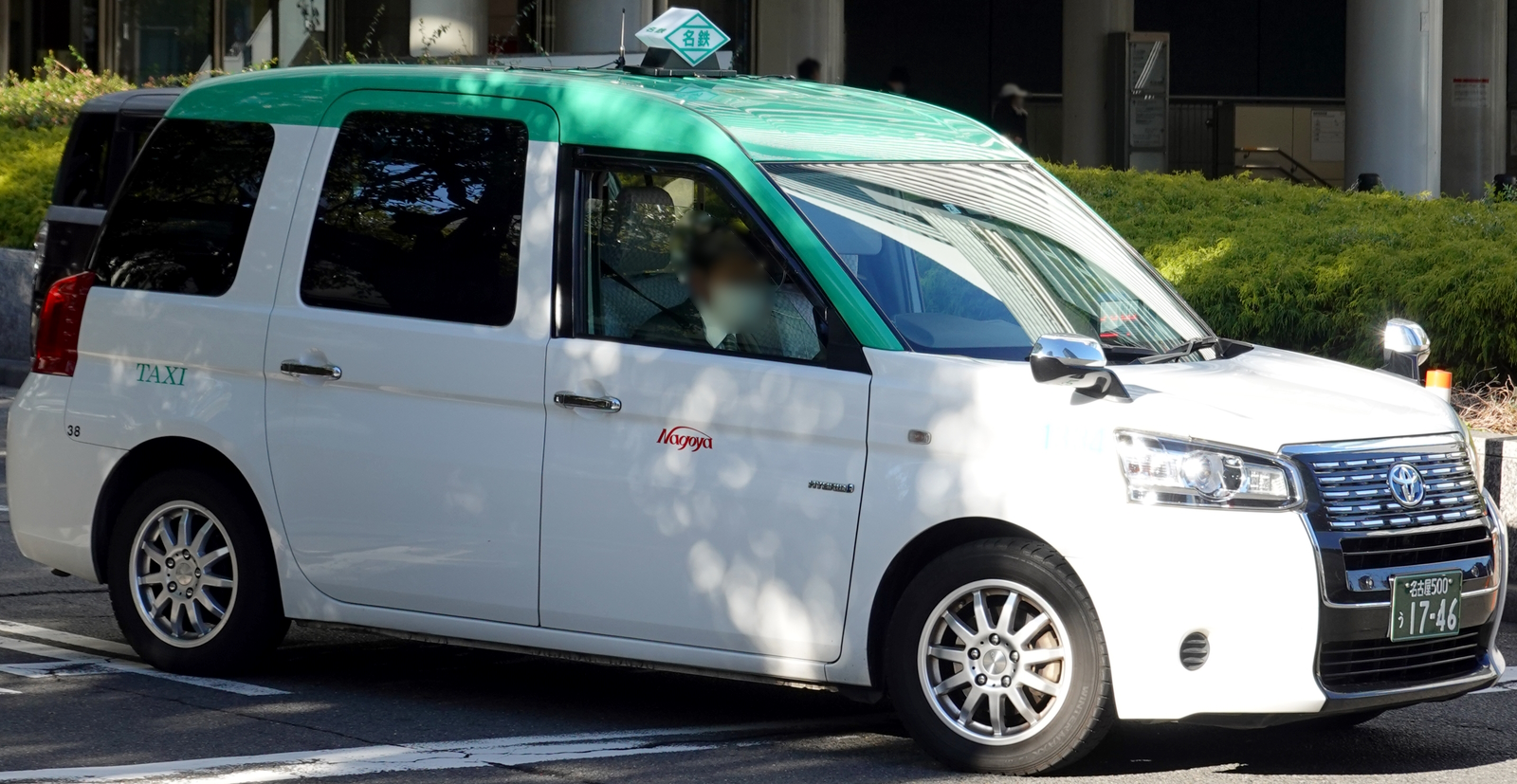
名鉄名古屋タクシーの車両。グループ共通カラーの車両に、名鉄交通の菱形の社章の代わりに「Nagoya」と記した臙脂色のロゴを掲げている。
（トヨタ・ジャパンタクシー、2023年）

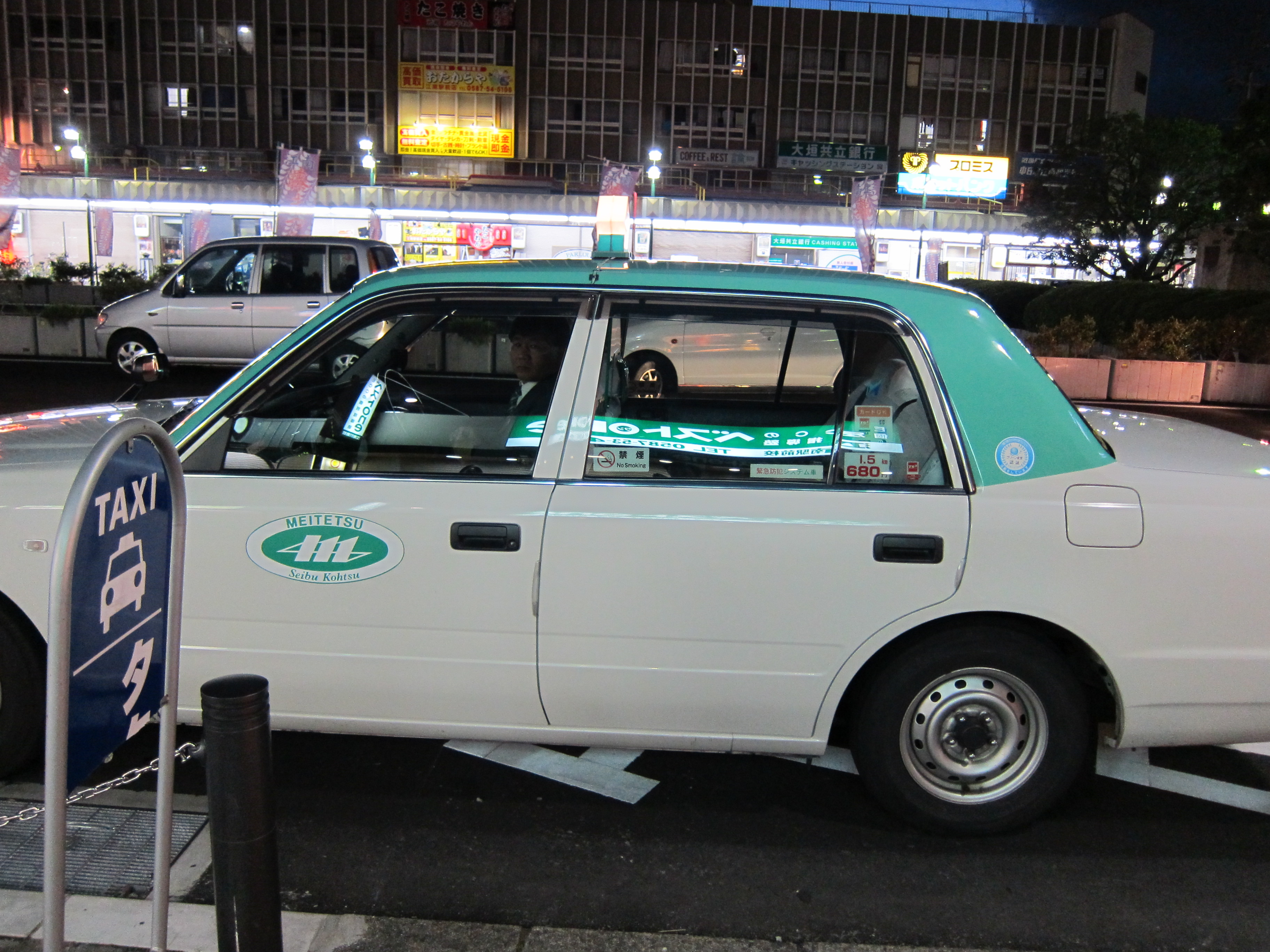
名鉄西部交通のタクシー車両。グループ共通カラーの車両に、名鉄交通の菱形の社章の代わりに「MEITETSU Seibu Kotsu」と記した楕円形で緑色の社章を掲げている。
（江南駅西口、2012年）

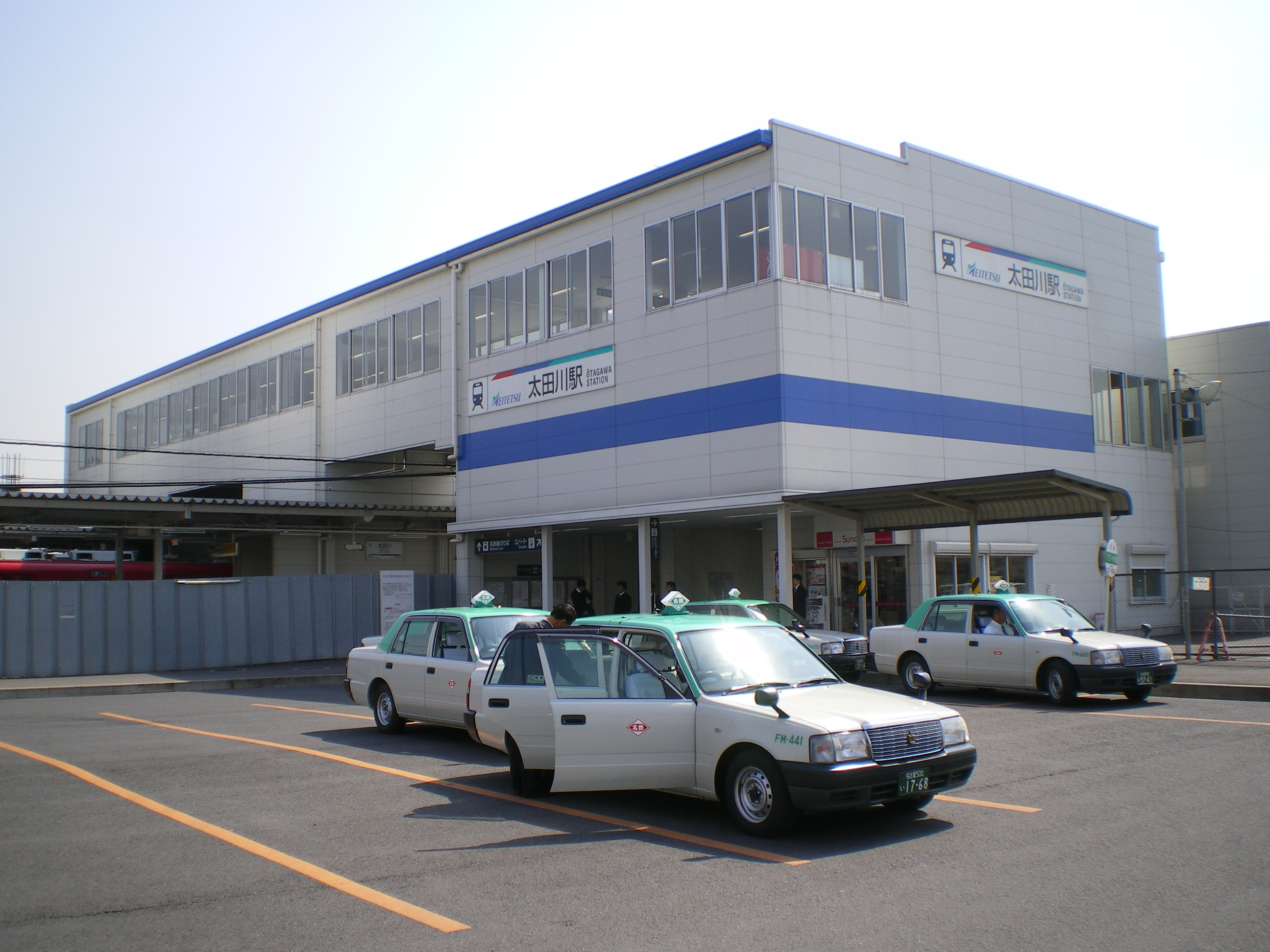
名鉄太田川駅前で客待ちをするグループ共通カラーのタクシー車両。
（仮駅舎時代、2010年）

グループ会社各社の愛称も「名タク」で、愛電交通のみ「電タク」である。ただし菱形のマークの文字は、名鉄タクシーホールディングス設立後は下記の会社の多くは「名鉄」に統一されたが、それ以前は名鉄交通と岐阜名鉄タクシーとかつて存在した浜松名鉄交通は「名タク」表記であった。
タクシー車両数は、グループ全体で約2700台。
2016年（平成28年）4月より順次、タクシーの運賃精算でmanacaなどの交通系ICカードによる電子マネー決済に対応した。

### タクシー事業
名鉄交通では、タクシー営業所を「営業基地」と呼称する。
愛知県
- 名鉄交通
  - 名鉄交通第一（第一営業基地、名古屋市瑞穂区浮島町、持株比率100%）[2]
  - 名鉄交通第二（第二営業基地、名古屋市瑞穂区浮島町、持株比率100%）[2]
  - 名鉄交通第三（第三営業基地・ハイヤー営業基地、名古屋市中川区東起町、持株比率100%）[2]
  - 名鉄交通第四（第四営業基地、名古屋市西区あし原町、持株比率100%）[2]
- 愛電交通（名古屋市昭和区鶴舞、持株比率100%）
- 名鉄名古屋タクシー（名古屋市中川区万場、持株比率100%）
- 名鉄岡崎タクシー（岡崎市戸崎元町、持株比率100%）
- 名鉄東部交通（豊田市広久手町、持株比率100%）
- 名鉄西部交通（一宮市緑、持株比率100%）
- 名鉄知多タクシー（半田市南末広町、持株比率100%）

岐阜県
- 岐阜名鉄タクシー（岐阜市大黒町、持株比率70%）

三重県
- 名鉄四日市タクシー（四日市市新正、持株比率100%）

石川県
- 石川交通（金沢市長田、持株比率90.6%）

### その他
- 名鉄交通商事（愛知県名古屋市中川区） - 商社。タイヤ、石油製品、タクシーチケットの販売。オートガススタンド、喫茶店の運営。持株比率100%。

### その他の名鉄グループのタクシー会社
- 東鉄タクシー（岐阜県多治見市栄町）- 東濃鉄道グループ。
- 豊鉄タクシー（愛知県豊橋市下地町字北村、持株比率30%）- 豊橋鉄道グループ。
- 濃飛乗合自動車（岐阜県高山市）- 名鉄グループバスホールディングス傘下のバス事業者、タクシー事業も行う。

### 過去のグループ会社
- 網走ハイヤー（北海道網走市新町）- 網走バスグループだったが、2012年（平成24年）4月に地場アミューズメント企業のタカハシへ売却。
- 信州名鉄交通（長野県松本市庄内）- 信州名鉄運輸グループだったが、2013年（平成25年）12月にアルピコグループに売却され、信州アルピコタクシーを経てアルピコタクシーとなる。
- 武田名鉄交通（山梨県甲府市富士見）- 信州名鉄運輸グループだったが、2012年（平成24年）8月に第一交通産業へ売却され「武田第一交通」となる。
- 浜松名鉄交通（静岡県浜松市中区、現：中央区） - 2010年6月に遠州鉄道グループに売却されて遠鉄交通に社名変更後、2014年4月に遠鉄タクシーへ吸収合併された。
- 福井名鉄タクシー（福井県福井市）- 滋賀交通に売却され、すいせんタクシーとなる。
- 武生タクシー（福井県越前市）- 福井鉄道グループ、現：福鉄商事[21]。「武生タクシー」の名称は同社のタクシー関連事業の屋号として使用継続[22]。
- 大和交通（福井県小浜市）- 福井鉄道グループ。
- 富士タクシー（岐阜県岐阜市）- 元は名鉄グループではなかったが、岐阜名鉄タクシーの子会社となって名鉄グループ入りした。後に岐阜名鉄タクシーに営業譲渡し、同社の島営業所となる。
- 京都名鉄タクシー（京都府京都市南区）- 元は任天堂グループの「ダイヤタクシー」を買収したもの。ヤサカグループに売却され南ヤサカ交通となる。
- 大阪名鉄タクシー（大阪府大阪市西淀川区）- クリスタルに譲渡（のち再譲渡）、クリスタルタクシー（大阪）として営業していたが後に廃業。
- 掛川大鉄タクシー（静岡県掛川市柳町）- 大井川鉄道グループ。
- 大鉄タクシー（静岡県島田市金谷）- 大井川鉄道グループ。
- 名鉄蒲郡タクシー（愛知県蒲郡市拾石町前浜） - 豊鉄タクシーへ合併され、同社の蒲郡営業所となる。
- 下呂名鉄タクシー（岐阜県下呂市森）- 2017年3月、飛騨タクシーの屋号で下呂市に本社を置いて営業する(株)ライドシステムズに売却。
- 濃飛交通（岐阜県飛騨市神岡町船津） - 濃飛乗合自動車へ吸収合併。
- 坂下タクシー（愛知県春日井市神屋町字玉畑） - 東鉄タクシーに吸収合併。
- 三重名鉄タクシー（三重県松阪市末広町） - 2022年6月20日、福岡県久留米市に本社を置く安全タクシーグループへ事業譲渡され、安全タクシー三重となる。